# Joost Hoebink
Joost Hoebink (Breda, 6 mei 1984) is een voormalig deelnemer aan en winnaar van het televisieprogramma Big Brother en momenteel  werkzaam als presentator en gespreksleider.

## Levensloop
Na in 2002 cum laude het vwo te hebben afgerond aan het Candea College in Duiven studeerde Hoebink Nederlands Recht en later Bestuurskunde aan de Radboud Universiteit in Nijmegen. Beide studies brak hij echter voortijdig af. Daarna werkte Hoebink twee jaar als bedrijfsadviseur bij een bank.
Bekend werd hij door het winnen van de vijfde editie van Big Brother. Van 24 augustus 2005 tot 22 december 2005 verbleef hij in het Big Brotherhuis in Aalsmeer.

## Werk
Na Big Brother werkte Hoebink mee aan KunstQuest (een jeugdprogramma van de AVRO). Daarna werkte hij twee jaar als radioverslaggever bij jongerenomroep BNN. Hij werkte voor BNN Today (Radio 1) en De Coen & Sandershow (3FM).

## Politiek
Door in zijn jeugd vier jaar te debatteren in Op weg naar het Lagerhuis werd zijn politieke interesse aangewakkerd.
Sinds 2000 was hij lid van D66. Op 18 maart 2015, de dag van de Provinciale Statenverkiezingen, maakte hij via Twitter bekend na een gesprek met Mark Rutte lid te zijn geworden van de VVD.